# Kinderpfleger
Staatlich geprüfter Kinderpfleger ist in Bayern, Baden-Württemberg, Mecklenburg-Vorpommern, Nordrhein-Westfalen, Saarland, Sachsen-Anhalt und Thüringen ein Ausbildungsberuf in der familienergänzenden Säuglings- und Kinderpflege, der von seinen Kompetenzen her unterhalb insbesondere des Erziehers angesiedelt ist und der mit den in anderen Bundesländern gebräuchlichen Berufsbezeichnungen Sozialassistent oder Sozialhelfer vergleichbar ist. Kinderpfleger arbeiten mit Kindern vom Säuglingsalter bis zum Ende der Grundschulzeit, also bis zum Alter von etwa zehn Jahren. Die ISCED-Klassifikation ist 3B; der Kinderpfleger zählt nicht zu den reglementierten Berufen.
Die überwiegende Mehrheit der Kinderpfleger sind Frauen, weshalb häufiger die weibliche Form Kinderpflegerin gebräuchlich ist.

## Geschichte

### Deutschland

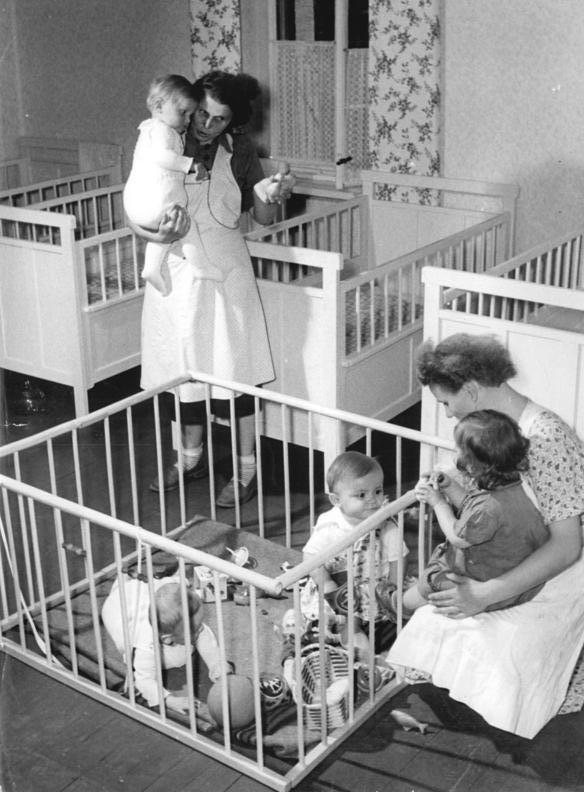
Kinderpflegerinnen in der DDR bei der Arbeit in der Kinderkrippe der LPG Niedergoseln (1954)

In Deutschland wurde durch den Pädagogen Friedrich Fröbel im Mai 1850, im Obergeschoss des Hauptgebäudes des Marienthaler Schlösschens, eine Ausbildungsstätte für Kinderpflegerinnen gegründet. Die zum damaligen Zeitpunkt bis zu zweijährige Kinderpflegeausbildung richtete sich an Mädchen mit Volksschulabschluss. Die angehenden Kinderpflegerinnen sollten nach ihrer Ausbildung „als Gehilfin der Hausfrau und Mutter befähigt sein, diese in ihren Familienaufgaben zu unterstützen“. Im Jahr 1864 wurde durch den Berliner Fröbelverein eine Kinderpflegerinnenschule gegründet, aus der 1946 die Pädagogische Schule „Friedrich Fröbel“ hervorging.

### DDR
In der ehemaligen DDR war der Beruf des Kinderpflegers ein Ausbildungsberuf, der mit dem Facharbeiter für Kinderpflege abgeschlossen wurde. Die Kinderpfleger betreuten, versorgten und erzogen Kleinkinder in Kindergärten und Kinderheimen der damaligen DDR. Ab 1974 entwickelte sich aus dem Beruf der Kinderpflegers zusätzlich der Beruf des Krippenerziehers, dessen Ausbildung aber länger dauerte und an einer Fachschule durchgeführt wurde. Die Kinderpflegeausbildung wurde nach der Wiedervereinigung von den neuen Bundesländern weiterhin fortgeführt und Mitte der 1990er Jahre gab es die Kinderpflegeausbildung mit einem Abschluss als „Staatlich geprüfter Kinderpfleger“ in allen diesen Bundesländern außer Brandenburg.

## Ausbildung
Voraussetzung ist in allen Bundesländern der Hauptschulabschluss, die Berufsschulreife oder ein äquivalenter Abschluss.
Der Beruf wird an Berufsfachschulen erlernt, in der Regel zwei Jahre in Vollzeit.
In Baden-Württemberg folgt auf die schulische Ausbildung noch ein praktisch ausgerichtetes Anerkennungsjahr, womit die Ausbildung dort drei Jahre dauert.
Bei ausreichend guten Noten wird parallel dazu der Mittlere Schulabschluss verliehen.
Mittlerweile gibt es auch die Möglichkeit für berufserfahrene aber unqualifizierte pädagogische Hilfskräfte sich extern prüfen zu lassen.
Der schulische Teil der Ausbildung wird nicht vergütet.
42 % der angehenden Kinderpfleger schließen den ersten Teil der Ausbildung nicht ab. An der Erzieherfachschule brechen weitere 8 % die Ausbildung ab.
Seit den späten 1960er Jahren dürfen Männer den Beruf lernen.

## Berufsfelder
Kinderpfleger gelten als pädagogische Ergänzungskräfte, während Erzieher als pädagogische Fachkräfte eingestuft sind;  beide zählen als pädagogische Mitarbeiter oder als pädagogisches Personal; hierarchisch unterhalb der Kinderpfleger gibt es noch die pädagogischen Hilfskräfte. Kinderpfleger arbeiten mit Erziehern im Team, tragen aber in der Regel keine Gesamtverantwortung für eine Gruppe, leiten keine Praktikanten an und dürfen keine Einrichtung leiten.
Während Kinderpfleger meist in familienergänzenden Einrichtungen wie Kinderkrippen, Kindergärten, Kindertagesstätten im Allgemeinen und Schulhorten tätig sind, arbeiten die äquivalenten Heilerziehungspflegehelfer in nicht-inklusiven, teil- oder vollstationären Einrichtungen der Behindertenbetreuung.  Da die praktischen Unterschiede zwischen beiden Berufsbildern eher gering sind, haben andere Bundesländer sie im Beruf des Sozialassistenten zusammengefasst.

## Beschäftigungsverhältnisse
Am Stichtag 1. März 2013 arbeiteten in Deutschland 57.462 Kinderpfleger.
Ein Großteil davon, 24.941 Kinderpfleger, arbeiten alleine in Bayern. Demgegenüber stehen dort 34.097 Erzieher.  Somit besteht in Bayern ein Verhältnis von (gerundet) 42 % Kinderpflegern zu 58 % Erziehern.
Das Fachpersonal in den anderen Bundesländern ist oft höherwertiger qualifiziert, dort verfügen (Stand: 1. März 2012) lediglich zwischen 0,9 % und 22,5 % über einen Berufsfachschulabschluss (Sozialassistent oder Kinderpfleger).

## International

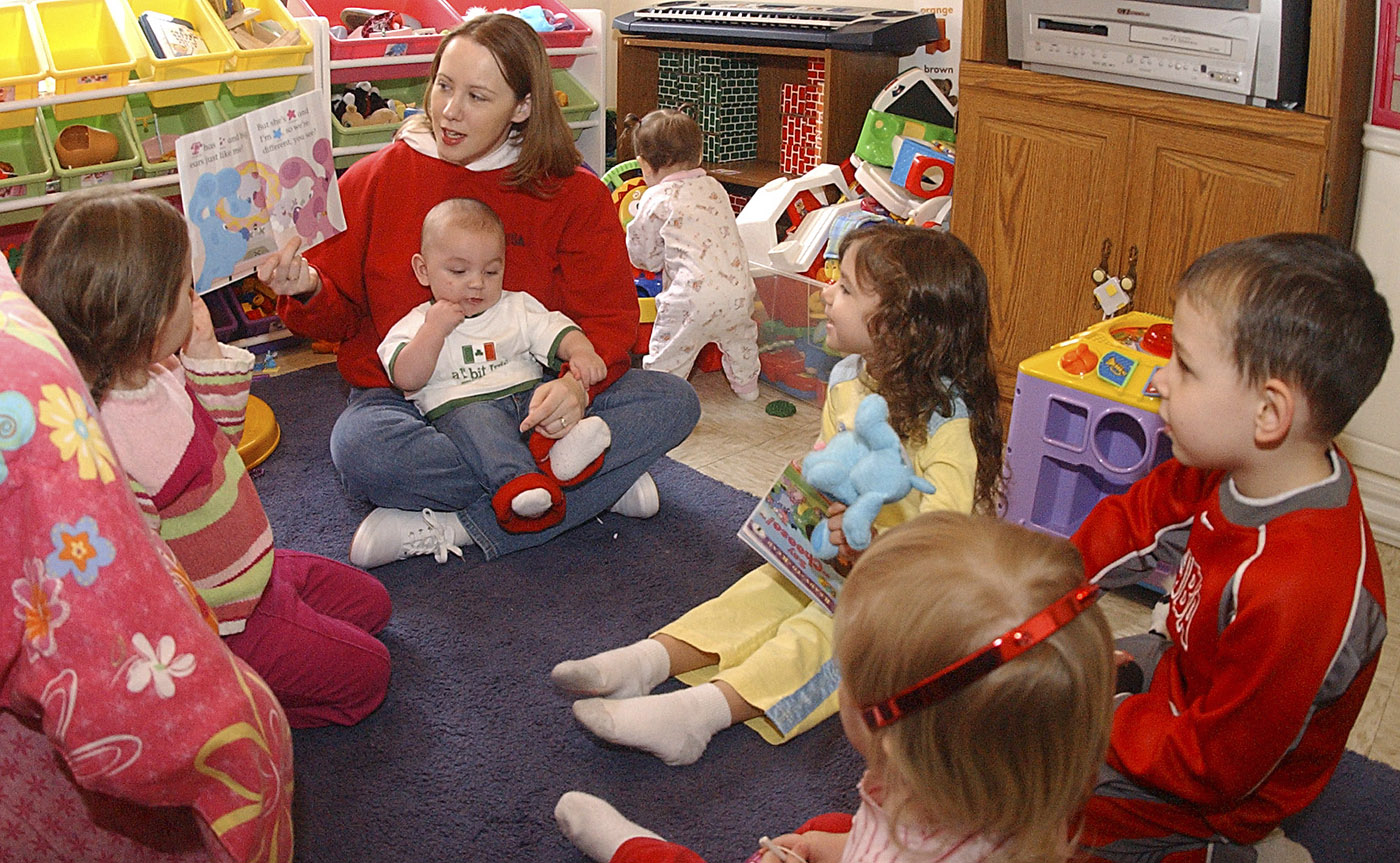
child care provider in einem Kinderentwicklungszentrum des US Marine Corps

International sind vergleichbare Berufsbezeichnungen eher selten, in Österreich und der Schweiz etwa gibt es keinen äquivalenten staatlich anerkannten Beruf. Die approximative englische Bezeichnung ist childminder oder child care provider.